# Софийский собор (Полоцк)
Софи́йский собор (бел. Сафійскі сабор) — Православный храм в Полоцке, памятник архитектуры XI—XVIII веков, самая первая каменная постройка на территории современной Беларуси.
Возведённый в середине XI века в византийском стиле храм был освящён во имя Святой Софии. До нашего времени Софийский собор сохранился в значительно изменённом виде, окончательно был перестроен в XVIII веке в стиле виленского барокко. 
Богослужения в Софийском соборе были прекращены в 1920-е годы, возобновлялись в 1942—1944 годах. 
С конца 1969 до 1983 года в соборе проводили реставрационные работы (автор проекта — белорусский архитектор Валерий Слюнченко) и архитектурно-археологические исследования под руководством кандидата искусствоведения Валентина Булкина. После их окончания был открыт музей истории архитектуры Софийского собора и концертный зал камерной и органной музыки.
Включён в предварительный Список объектов всемирного наследия ЮНЕСКО в Беларуси.

## Оригинальная постройка

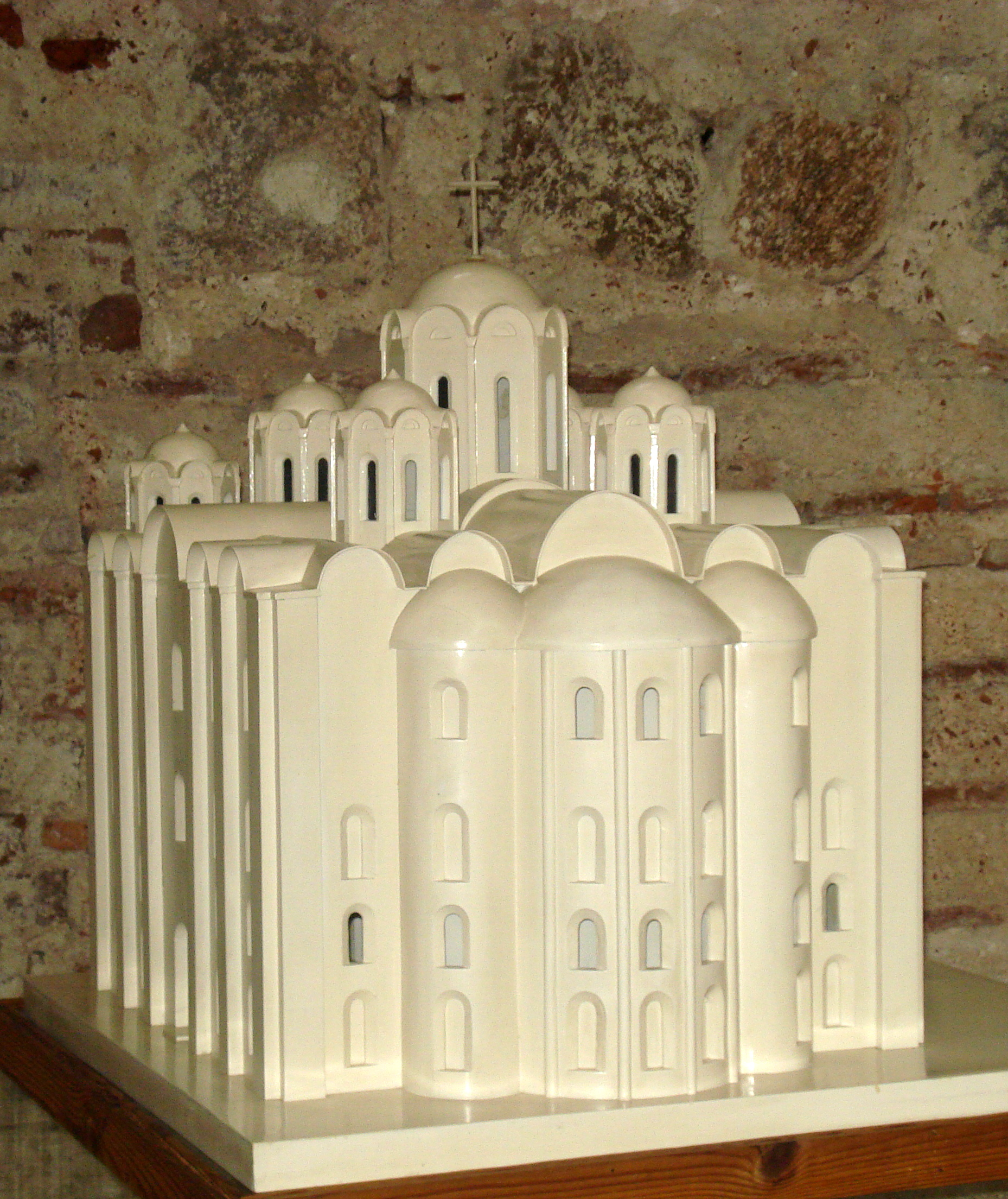
Макет первоначального облика Софийского собора

После многочисленных разрушений и перестроек от древнего собора XI века остались фундамент, нижние части стен и опорных столбов, и только восточная апсида поднимается на высоту около 12 метров. При возведении собора в XI веке в качестве строительного материала использовали плинфу — плоский кирпич, рецепт изготовления которого как и технологию кладки завезли сюда византийские мастера. Кладка собора велась в классической для архитектуры Византии технике с «утопленным рядом», когда каждый второй ряд плинфы был спрятан, утоплен вглубь стены и сверху затирался цемянкой. И таким полосатым, неоштукатуренным храм был с внешней стороны в XI веке, а внутри стены были оштукатурены и расписаны фресками.

## Униатский период
После взятия Полоцка в 1579 году войсками короля Стефана Батория Софийский собор стал единственным храмом в городе, принадлежавшим православным. После подписания Брестской унии в 1596 году традиционное православие было переведено на положение нелегальной и гонимой властями конфессии, а всё её имущество, в том числе и собор, передано униатам. После пожара и частичного разрушения 1607 года собор был в запустении, в 1618 году униатский архиепископ Иосафат Кунцевич восстановил и значительно перестроил собор.
В 1642 году собор вновь пострадал от пожара, но был вскоре восстановлен. В ходе русско-польской войны Полоцк был взят русскими войсками царя Алексея Михайловича, который в 1654 году посетил собор. До 1667 года Софийский собор был православным, а затем вновь перешёл к униатам.

### Закрытие и взрыв собора
В 1705 году, во время Северной войны 1700—1721 годов, произошел визит в собор царя Петра I.
Во время Северной войны по приказу Петра I собор использовался как склад амуниции и боеприпасов, а после взрыва в 1710 году был значительно разрушен.
Согласно польскому историку XIX века Францишеку Духинскому, Пётр вторгся в принадлежавший униатам собор, где хранились мощи Иосафата Кунцевича, пьяным и с солдатами. Царь потребовал ключи от царских врат, а когда базилиане отказались их дать, лично убил настоятеля и четырёх монахов-базилиан, а тела приказал утопить в Двине. Об этом событии кратко сообщает Витебская летопись: Eodem anno [1705], mense Iulli 11 die in ecclesia S. Sofiae ipse occidit 4 basilianos in Polocia («В том же [1705] году месяца июля 11 дня в храме Св. Софии сам [царь Пётр I] убил 4 базилиан в Полоцке»).
По другой версии, конфликт произошёл после того, как на вопрос царя об изображении на иконе монахи ответили, что это святой Иосафат, убитый еретиками. Царь приказал арестовать монахов, но они оказали сопротивление, в результате чего произошло столкновение, в котором они и были убиты. Документы Кабинета Петра I, хранящиеся в РГАДА, сообщают, что «происшествие в Полоцке было спонтанным проявлением гнева царя, спровоцированного дерзким поведением униатских монахов».
11 июля 1705 года, после инцидента, собор был закрыт российской армией. Первоначально Пётр I намеревался передать собор православной общине, но она отказалась принять его, опасаясь, что после ухода русских войск против них начнутся репрессии.
В притворе храма был размещен пороховой склад, который 1 мая 1710 года взорвался, после чего Софийский собор был частично разрушен и пролежал в руинах до 1738 года.

## Восстановление и последующая история
Восстановление собора осуществил униатский архиепископ Флориан Гребницкий. К 1750 году на сохранившихся основаниях стен была возведена двухбашенная базилика в стиле виленского барокко, которую освятили в честь Сошествия Святого Духа. Во время Отечественной войны 1812 года храм использовался французскими войсками как конюшня.
После церковного собора 1839 года, открывшегося в стенах храма, собор стал православным.
В 1911—1914 годы был проведён капитальный ремонт собора. В 1924 году в рамках советской атеистической политики церковь закрыли и разместили в ней краеведческий музей. В период немецкой оккупации с 1942 по июль 1944 года Софийский собор был действующим, а потом был вновь закрыт.
В 1985 году в соборе чехословацкой органостроительной фирмой «Rieger Kloss» был сооружён орган. Первый концерт был дан 2 мая 1985 года органистом Олегом Янченко.
После восстановления в 1750 году собор стал представлять собой трёхнефную одноапсидную базилику, ориентированную на север. С южной стороны на высоту 50 м поднялись две симметричные башни. Перестроенный в стиле виленского барокко собор получил и новое решение интерьера. Кроме барочных колонн появилось много лепных украшений, фигурные карнизы и несколько непривычная цветовая гамма. Алтарная часть храма была отделена от центрального нефа высокой трёхъярусной преградой, к которой на своде примыкало барельефное изображение Троицы Новозаветной. Второй и первый ярусы были расписаны и украшены деревянной скульптурой. От росписей на алтарной преграде сохранились: копия известной фрески Леонардо да Винчи «Тайная вечеря» и Спас Нерукотворный.
Собор входит в состав Полоцкого историко-культурного музея-заповедника. Рядом с собором установлен один из Борисовых камней.
В концертном зале Софийского собора ежегодно в апреле и ноябре проходят фестивали старинной и современной камерной и органной музыки, самый знаменитый из них — фестиваль «Званы Сафіі», каждое воскресенье — концерты органной музыки в исполнении солистки концертного зала.
В Софийском соборе в Полоцке уже имели честь выступить такие органисты-виртуозы как Йоганн Труммер (Австрия), Пьер Живо (Франция), Вероника Вебер-Геркен (Германия).
Один раз в год, 5 июня, в день памяти св. Евфросиньи Полоцкой, проходит православное богослужение. Затем от Софийского собора до Спасо-Евфросиньевского монастыря проходит крестный ход.
В Софии Полоцкой выявлены надписи XI века. В фундаменте на большом плоском камне процарапаны имена людей, которые строили собор: «Довыдь, Тоума, Микуола, Копесь», а также «Петьрь, Воришько». Существует несколько интерпретаций этих имен, так, Т. В. Рождественская предложила читать на надписи имена четырёх человек в западнославянской огласовке: Давыда, Фомы, Миколы и Копеся. В то же время И. Л. Калечиц видит здесь имена двух человек, характерные для крещеных славян пары из крестильного и домашнего имен: Давыд Тумаш и Микола Копесь (Копесь могло играть роль прозвища).